# Gand-Wevelgem 2018
La Gand-Wevelgem 2018, ottantesima edizione della corsa e valida come dodicesima prova dell'UCI World Tour 2018 categoria 1.UWT, si svolse il 25 marzo 2018 su un percorso di 250,8 km, con partenza da Deinze e arrivo a Wevelgem, in Belgio. La vittoria fu appannaggio dello slovacco Peter Sagan, che completò il percorso in 5h53'37", alla media di 42,758 km/h, precedendo l'italiano Elia Viviani e il francese Arnaud Démare.
Sul traguardo di Wevelgem 149 ciclisti, su 173 partiti da Deinze, portarono a termine la competizione.

## Squadre e corridori partecipanti
| N.      | Cod. | Squadra                        |
| ------- | ---- | ------------------------------ |
| 1-7     | BMC  | BMC Racing Team                |
| 11-17   | BOH  | Bora-Hansgrohe                 |
| 21-27   | LTS  | Lotto Soudal                   |
| 31-37   | QST  | Quick-Step Floors              |
| 41-47   | ALM  | AG2R La Mondiale               |
| 51-57   | AST  | Astana Pro Team                |
| 61-67   | TBM  | Bahrain-Merida                 |
| 71-77   | EFD  | Team EF Education First-Drapac |
| 81-87   | GFC  | Groupama-FDJ                   |
| 91-97   | MTS  | Mitchelton-Scott               |
| 101-107 | MOV  | Movistar Team                  |
| 111-117 | DDD  | Team Dimension Data            |
| 121-127 | TKA  | Team Katusha Alpecin           |

| N.      | Cod. | Squadra                      |
| ------- | ---- | ---------------------------- |
| 131-137 | TLJ  | Team Lotto NL-Jumbo          |
| 141-147 | SKY  | Team Sky                     |
| 151-157 | SUN  | Team Sunweb                  |
| 161-167 | TFS  | Trek-Segafredo               |
| 171-177 | UAD  | UAE Team Emirates            |
| 181-187 | SVB  | Sport Vlaanderen-Baloise     |
| 191-197 | WGG  | Wanty-Groupe Gobert          |
| 201-207 | VWC  | Veranda's Willems-Crelan     |
| 211-217 | WVA  | WB Aqua Protect Veranclassic |
| 221-227 | COF  | Cofidis, Solutions Crédits   |
| 231-237 | RNL  | Roompot-Nederlandse Loterij  |
| 241-247 | VCC  | Vital Concept Cycling Club   |

## Ordine d'arrivo (Top 10)
| Pos. | Corridore          | Squadra    | Tempo    |
| ---- | ------------------ | ---------- | -------- |
| 1    | Peter Sagan        | Bora       | 5h53'37" |
| 2    | Elia Viviani       | Quick-Step | s.t.     |
| 3    | Arnaud Démare      | Groupama   | s.t.     |
| 4    | Christophe Laporte | Cofidis    | s.t.     |
| 5    | Jens Debusschere   | Lotto      | s.t.     |
| 6    | Oliver Naesen      | AG2R       | s.t.     |
| 7    | Matteo Trentin     | Mitchelton | s.t.     |
| 8    | Zdeněk Štybar      | Quick-Step | s.t.     |
| 9    | Jasper Stuyven     | Trek       | s.t.     |
| 10   | Wout Van Aert      | Veranda's  | s.t.     |